# Steamcracking

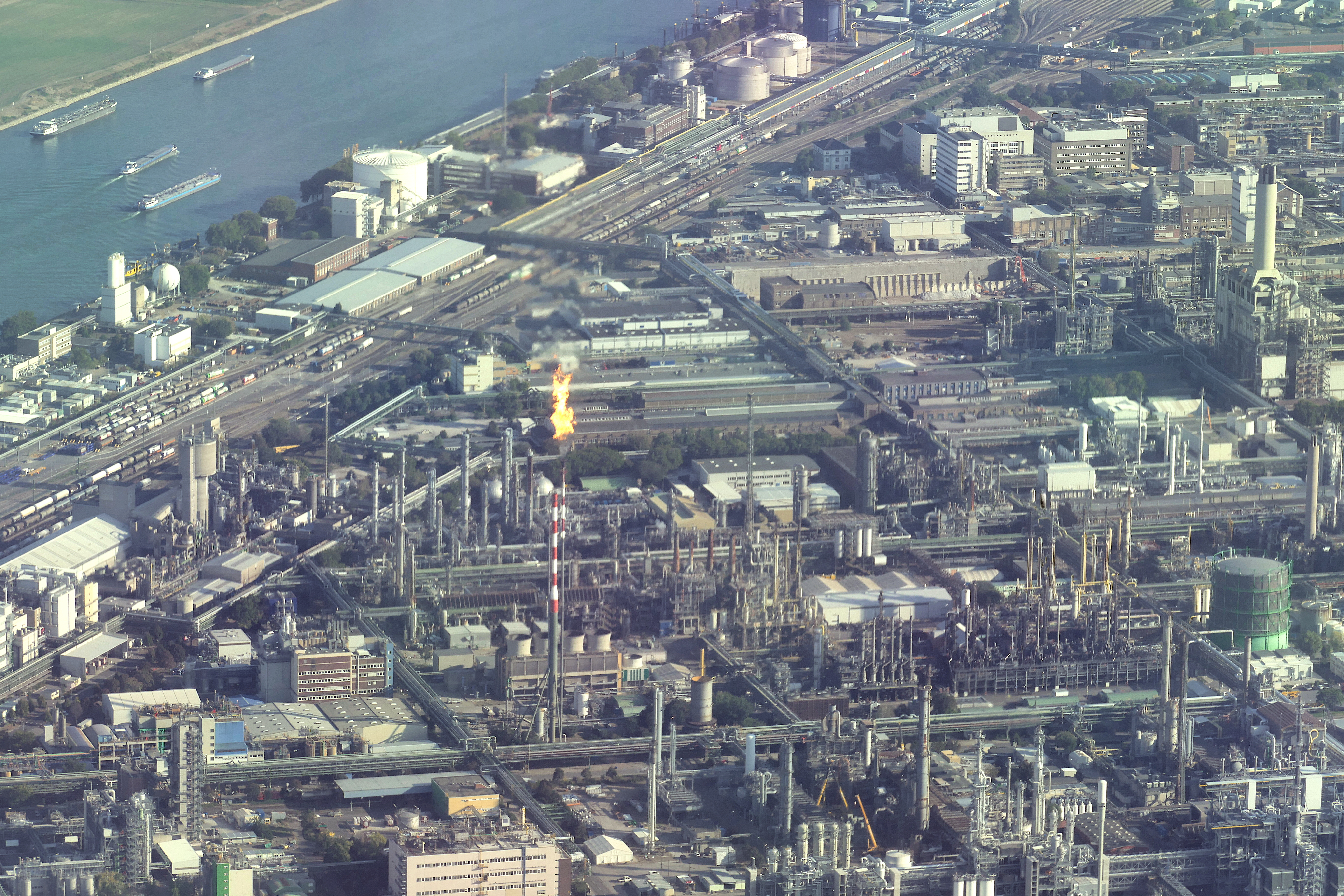
Der Steamcracker II auf dem Werksgelände der BASF SE in Ludwigshafen am Rhein mit Hochfackel.

Das Steamcracking (von engl. „steam“ für Dampf und „cracking“ für Spaltung) oder auch Mitteltemperaturpyrolyse ist ein bedeutendes chemisch-technisches Verfahren der Petrochemie, bei dem längerkettige Kohlenwasserstoffe aus diversen Rohstoffquellen unter Zusatz von Wasserdampf thermisch in kurzkettige Kohlenwasserstoffe gespalten (gecrackt) werden. Die Spaltanlagen für dieses Verfahren werden als Steamcracker bezeichnet. Beim Steamcracking entstehen chemische Grundbausteine wie Ethen, Propen, 1,3-Butadien sowie ein Aromatengemisch, welche in zahlreichen nachfolgenden Prozessen zu wichtigen Zwischenprodukten der petrochemischen Industrie umgewandelt werden. In einem modernen Chemiepark stellt der Steamcracker im Rahmen eines Verbundsystems den zentralen Ausgangsschritt für die Produktion von organischen Chemikalien und Kunststoffen dar und zählt im Allgemeinen zu den kompliziertesten Anlagen der Petrochemie.

## Grundlagen

Freie Gibbs’sche Bildungsenthalpien ausgewählter Kohlenwasserstoffe als Funktion der Temperatur.

In der Petrochemie werden die niederen Olefine (Ethen, Propen, Butene und 1,3-Butadien) sowie Aromaten vorwiegend durch thermisches Cracken von Naphtha oder Gasen unter Zusatz von Wasserdampf gewonnen. Im Vergleich zu den thermischen und katalytischen Crackverfahren bei der Erdölverarbeitung zu Kraftstoffen (Benzin, Diesel, leichtes Heizöl etc.) sind zur Gewinnung von Olefinen durch Steamcracking deutlich höhere Temperaturen erforderlich. Die Spaltung gesättigter Kohlenwasserstoffe ist eine stark endotherme Reaktion. Pro eingesetztem Kilogramm an Kohlenwasserstoff werden etwa 1,6–2,8 MJ an Energie benötigt. Mechanistisch gesehen verläuft die Spaltung über freie Radikale und radikalische Bruchstücke. Die Dissoziationsenergien von C–C-Bindungen sind mit 330–380 kJ·mol−1 geringer als die Dissoziationsenergien von C–H-Bindungen (380–430 kJ·mol−1). In Anwesenheit eines π-Elektronensystems in den radikalischen Bruchstücken, wie es beispielsweise in Allylradikalen vorkommt, tritt durch Wechselwirkung mit der Elektronendichte eine Stabilisierung der Radikale ein. Dies führt zu deutlich geringeren Dissoziationsenergien. Die Radikale zerfallen im weiteren Verlauf in einer β-Eliminierung durch Abspaltung von Wasserstoff- oder Kohlenstoffradikalen in weitere Bruchstücke. Die Alkanspaltung beginnt bereits bei 500 °C und führt bis zu einer Temperatur von 880–900 °C vorwiegend zu Alkenen. Aus der nebenstehenden Abbildung, in der die freie Gibbsenthalpie ausgewählter Kohlenwasserstoffe als Funktion der Temperatur aufgetragen ist, wird ersichtlich, dass z. B. die Bildung von Ethen im Bezug auf Ethan erst oberhalb von 750 °C thermodynamisch begünstigt ist. Der Prozess zur Olefinherstellung wird technisch aus diesem Grund bei einem Temperaturbereich von 800–900 °C durchgeführt und im Allgemeinen als Mitteltemperaturpyrolyse oder Steamcracking bezeichnet. Die betrachteten Kohlenwasserstoffe im Einsatzgemisch sind in dem genannten Temperaturbereich jedoch thermodynamisch instabil im Bezug auf ihren Zerfall in die Elemente Kohlenstoff (als Koks bzw. Graphit) und Wasserstoff. Um den Zerfall in die Elemente oder das Auftreten anderer unerwünschten Nebenreaktionen zu vermeiden bzw. zu unterdrücken, muss das Reaktionsgemisch schnellstmöglich auf Temperaturen, bei denen die Reaktionsgeschwindigkeit der Weiterreaktion gegen Null geht, abgekühlt werden. Bei dieser raschen Abkühlung spricht man meist vom Quenchen der Spaltgase. Die pyrolytische Spaltreaktion wird damit vorwiegend durch kinetische, weniger durch thermodynamische Einflussgrößen bestimmt.
Zusammenfassend ist das thermische Cracken von höheren Alkanen und Alkangemischen, wie sie z. B. im Naphtha vorkommen, ein komplizierter Prozess, bei dem eine Vielzahl von Spalt-, Dehydrier- und Kondensationsprodukten über ungesättigte, aromatische Zwischenstufen entsteht. Neben den Alkenen werden auch beträchtliche Mengen an aromatischen Verbindungen wie Benzol, Toluol, die Xylole und Ethylbenzol (BTXE-Aromaten) gebildet. Deren Entstehung im Steamcracking-Prozess wird aus den aromatischen Zwischenstufen, die als Vorstufen der Koks- und Teerbildung auftreten, erklärt. Bei der raschen Abkühlung kann die zuletzt genannte Reaktion unterdrückt werden und die gebildeten Aromaten stabilisiert werden. Aufgrund einer unüberschaubaren Vielfalt an Primär- und Sekundärreaktionen, die zudem stark von dem eingesetzten Rohstoff und dessen Zusammensetzung abhängen, ist eine rigorose Vorausberechnung mit mathematischen Modellen äußerst schwierig und nahezu unmöglich.

### Einflussgrößen
Beim Steamcracking wird die Ausbeute sehr stark durch Crackbedingungen wie Temperatur, Verweilzeit, Partialdruck und Zusammensetzung der Einsatzkomponenten bestimmt. Zudem haben technische Merkmale wie die Art der Wärmeeinbringung, die Geometrie der Spaltrohre sowie die Oberfläche und Beschaffenheit des Materials des Reaktors einen Einfluss auf die Ausbeute. Bei einer vorgegebenen Rohstoffzusammensetzung sind die Temperatur und die Verweilzeit die wichtigsten Reaktionsparameter beim Steamcracken. Maßgeblich ist dabei die Austrittstemperatur des Spaltreaktors, die auch als Spaltendtemperatur bezeichnet wird. Aufgrund der stark endothermen Reaktion führen höhere Temperaturen zu einem ansteigenden Umsatz. Gleichzeitig treten bei einer zu langen Verweilzeit vermehrt Nebenreaktionen wie Kondensationsreaktion sowie Koks- und Teerbildungen auf. Das Zusammenspiel von hohen Temperaturen und gleichzeitiger Verkürzung der Verweilzeit führt dabei zur optimalen Ausbeute. Im technischen Betrieb hat sich dabei ein Temperaturbereich von 800–900 °C als optimal erwiesen. Die Ausbeute bzw. die Verteilung der Produkte hängt – bei gegebener Zusammensetzung des Einsatzstoffes – maßgeblich von der Crackschärfe (engl.: cracking severity) ab. Eine hohe Crackschärfe ist dabei gleichbedeutend mit einer hohen Temperatur und niedrigen Verweilzeiten. Im Allgemeinen führen höhere Crackschärfen zu einem höheren Anteil an Ethen.
Eine weitere Einflussgröße stellt dabei der Partialdruck des Kohlenwasserstoffeinsatzes dar. Da es beim Steamcracking-Prozess zu einer Zunahme der Gasteilchen kommt, ist nach dem Prinzip von Le Chatelier ein niedriger Partialdruck vorteilhaft. Technisch wird die Verringerung des Partialdruckes des Einsatzstoffes durch Zugabe von überhitztem Wasserdampf realisiert. Die Vorteile dabei sind, dass der Wasserdampf am Ende einfach durch Auskondensieren wieder abgetrennt werden kann und keine zusätzlichen Inertgase wie Stickstoff eingesetzt werden müssen. Letztere müssten später in zusätzlichen Trenneinheiten wieder abgetrennt werden, was die ohnehin schon aufwendige Aufarbeitung des Spaltgases noch komplizierter machen würde. Zudem vermindert bzw. unterdrückt die Zugabe von Wasserdampf die Ablagerung von Koks und Teer und sorgt auch durch sein eingenommenes Volumen dafür, dass die Tendenz der Spaltprodukte zu weiteren Folgereaktionen abnimmt. Typische Zeitintervalle zwischen zwei Entkokungen liegen, je nach Einsatzstoff, bei 50–80 Tagen. Zur Partialdruckerniedrigung und Verminderung von Koks- und Teerablagerungen werden 0,4–0,5 kg Wasserdampf pro Kilogramm Naphtha zugesetzt.

### Zusammensetzung der Kohlenwasserstoffeinsätze
Wie bereits im vorhergehenden Abschnitt erwähnt, hängt die Spaltausbeute neben den Prozessparametern auch stark von der Struktur der eingesetzten Kohlenwasserstoffe ab. Methan, welches als Hauptbestandteil im Erdgas vorkommt, ist aufgrund der hohen Dissoziationsenergie der C–H Spaltung sehr reaktionsträge und findet als solches keine Anwendung beim Steamcracking. Die n-Paraffine werden mit zunehmender Kettenlänge einfacher gespalten, wodurch hohe Ethenausbeuten erreicht werden können. Die Ethenausbeute nimmt allerdings auch mit steigender molarer Masse des Einsatzstoffes ab. Die iso-Paraffine liefern vorwiegend Propen und Ethen, im Allgemeinen aber in geringeren Ausbeuten als die n-Alkane. Dafür werden höhere Ausbeuten an Wasserstoff, Methan, Butenen und höheren Olefinen erhalten. Cycloalkane (sog. Naphthene) sind schwieriger zu spalten, da zunächst der Ring aufgebrochen werden muss. Bei hoher Crackschärfe liefern sie hauptsächlich Olefine und Diolefine, bei niedriger Crackschärfe überwiegen die Aromaten als Hauptprodukt. Die Dealkylierung von Toluol und Xylolen mit Wasserstoff führt zu einem erhöhten Anteil an Benzol im Pyrolysebenzin. Da die Zusammensetzung des Spalteinsatzes einen großen Einfluss auf die Produktverteilungen und Olefinausbeuten hat, muss aus wirtschaftlicher Sicht immer abgewogen werden, ob das Einsatzmaterial vorteilhafter in einer Raffinerie zu hochoktanigen Ottokraftstoffen verarbeitet werden soll (hauptsächlich isoparaffinische und naphthenische Kohlenwasserstoffe) oder in der Petrochemie als Einsatz für den Steamcracker dient (hauptsächlich n-Paraffine). Besonders vorteilhaft ist eine vorherige Auftrennung der Kohlenwasserstoffe in eine Fraktion bestehend aus Isoparaffinen und Naphthenen und eine n-Alkan-reiche Fraktion.

## Technische Merkmale beim Steamcracking

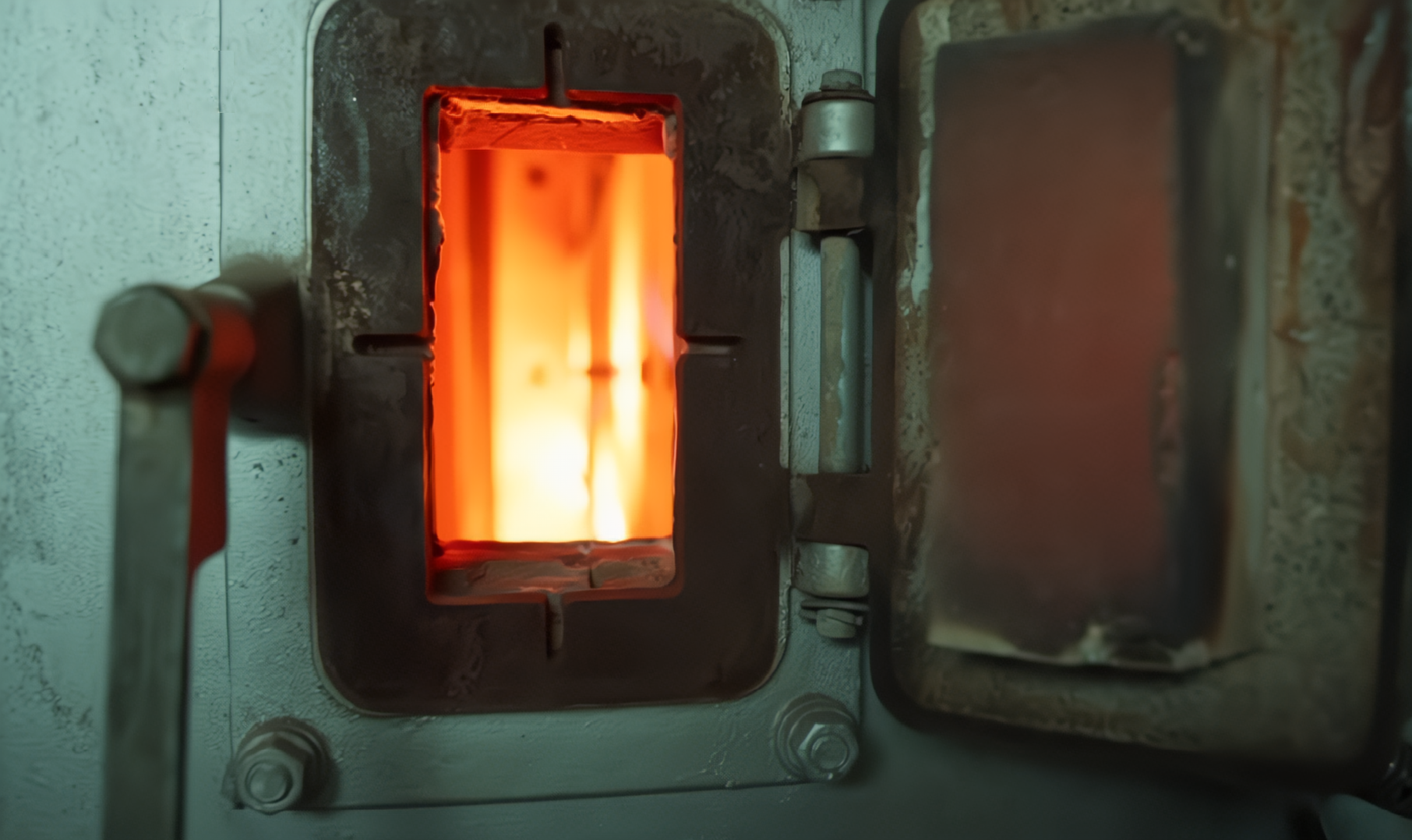
Blick in die Strahlungszone eines Steamcracker-Ofens

Ein Steamcracker als technische Anlage zur Herstellung von niederen Olefinen besteht aus den folgenden Anlagenteilen:
- Spaltofen (Wärmeeinbringung)
- Quenchsystem (schnelle Abkühlung der Spaltgase)
- Aufarbeitungsanlagen (Spaltgaskompression, Rektifikationsskolonnen zur Produktaufarbeitung und Hydrieranlagen)

Je nach Kohlenwasserstoffeinsatz ist eine gezielte Auswahl der Verfahrensbedingungen (Temperatur, Verweilzeit, Partialdruck) erforderlich, um die Herstellung der gewünschten Produkte zu ermöglichen. Von zentraler Bedeutung beim Steamcracking sind die schnelle Einbringung der Spaltwärme und die rasche Abkühlung der instabilen Spaltprodukte, um unerwünschte Neben- oder Zersetzungsreaktionen zu vermeiden. Als Kohlenwasserstoffeinsatz kommen sowohl das herkömmliche und auch am weitesten verbreitete Naphtha als auch Gase aus Raffinerien oder Erdöllagerstätten zum Einsatz.

### Naphtha-Cracken
Als bevorzugter Spalteinsatz wird vor allem in Europa und Asien Naphtha eingesetzt. Darunter wird ein nicht raffiniertes Rohbenzin (Chemiebenzin) verstanden, welches bei der atmosphärischen Erdöldestillation anfällt. Das sogenannte full range naphtha (FRN) hat einen Siedebereich von 30 °C bis etwa 190–200 °C, wobei man zwischen Leichtbenzin (light distillate fraction, LDF) mit einem Siedebereich von 30–90 °C und Schwerbenzin mit einem Siedebereich von 100–200 °C unterscheidet. Aufgrund der geringeren Dichte von Leichtbenzin werden höhere Ethenausbeuten als bei Verwendung von Schwerbenzin erhalten. Im Allgemeinen wird jedoch meist full range naphtha als bevorzugter Rohstoff eingesetzt. Während sich ein hoher Anteil von n-Paraffinen im Naphtha vorteilhaft auf die Produktverteilung beim Steamcracking auswirkt, ist ein hoher Gehalt an Aromaten unerwünscht. Typische Verunreinigungen, die im Naphtha auftreten, sind Schwefelwasserstoff, Kohlendioxid, gelegentlich Methanol und geringe Mengen an Mercaptanen, Carbonylsulfid, Sauerstoff und Ammoniak. Eventuell enthaltene Schwermetalle wie Arsen- und Quecksilberverbindungen müssen auf wenige ppb reduziert werden, da diese entweder als Katalysatorgifte in spätere Anlagen und Prozesse geschleppt werden oder Amalgame mit den Anlagenteilen im Steamcracker, insbesondere in den Kälteanlagen, bilden, die zu Materialermüdung und Unfällen führen können. Die Abtrennung von Arsenverbindungen erfolgt mit Bleioxidkontakten, Quecksilberverbindungen werden hingegen mit speziellen Ionentauschern abgetrennt.
Spaltung in Röhrenöfen
Bevor die Befeuerung des Spaltofens erfolgen kann, wird das Hochdruckdampfsystem durch Zufuhr von Kesselspeisewasser angefahren. Anschließend wird der Einsatzkohlenwasserstoff (hier Naphtha) in der sogenannten Konvektionszone des Spaltofens durch Wärmetauscher über dem heißen Abgasstrom der Brennerflamme vorgewärmt. Gleichzeitig wird auch im oberen Teil der Konvektionszone der Prozessdampf überhitzt. Anschließend werden Dampf und Naphtha vermischt und zusammen weiter auf 500–650 °C erhitzt. Die eigentliche Spaltreaktion findet im unteren Teil des Spaltofens, der sogenannten Strahlungszone, statt. Dort befinden sich senkrecht hängende Rohrschlangen aus einer Speziallegierung, die von außen mit Boden- und Seitenwandbrennern befeuert werden. In den Rohrschlangen wird das Gemisch aus Wasserdampf und Naphtha von 500–650 °C innerhalb von 0,1–0,5 s auf 750–875 °C erhitzt. Unter diesen Bedingungen laufen die pyrolytischen Spaltreaktionen ab. Man unterscheidet zwischen Kurzzeit-Cracköfen mit einer Verweilzeit von 0,5 s und Ultrakurzzeit-Cracköfen mit Verweilzeiten von 0,2–0,3 s. Die Reaktionsprodukte (Spalt- oder Crackgase genannt) verlassen die Rohrschlangen der Strahlungszone mit einer Temperatur von 800–850 °C und werden anschließend im Quenchkühler (A) innerhalb von 0,02–0,1 s auf 550–600 °C heruntergekühlt (gequencht), um sekundäre Neben- oder Zersetzungsreaktionen der Spaltgase zu verhindern. Der Spaltgas-Quenchkühler ist meist als transfer line exchanger (TLE) ausgelegt, eine spezielle Art des Wärmetauschers, bei dem durch Verdampfung von Kesselspeisewasser Hochdruckdampf (60–120 bar) erzeugt wird. Dieser kann nach Ausdampfen in einem Abdampfkessel (steam drum) der Konvektionszone als Dampf zugeführt werden. Mit diesem, ca. 500 °C heißen Wasserdampf werden aber auch die nachgeschalteten Anlagenteile wie der Spaltgasverdichter oder die Turbinen der Kälteanlagen für die Tieftemperaturrektifikation angetrieben. Nach der indirekten Kühlung mit Wasser im Wärmetauscher wird im Ölquencher (B) durch Einspritzen von Quenchöl die Temperatur weiter auf ca. 200 °C gesenkt (direkte Kühlung). In der Ölwaschkolonne (C) wird die Ölfraktion zusammen mit dem zugesetzten Quenchöl als Sumpfprodukt abgezogen. Das Gemisch wird anschließend als Quenchöl wieder auf die erste Kolonne aufgegeben. Über Kopf werden aus der zweiten Kolonne die auf 110 °C gekühlten Crackgase abgenommen und in eine weitere Kolonne geleitet. In der Kolonne (D) erfolgt die Auftrennung in flüssiges Pyrolysebenzin (auch Crackbenzin genannt) als Sumpfprodukt und in die Spaltgase als Kopfprodukt, welche die niederen Alkene enthalten.
Als Spaltöfen kommen konventionelle Cracköfen mit Spaltgasendtemperaturen von maximal 820–830 °C und Verweilzeiten bis 1 s, Kurzzeitcracköfen (short contact time, SCT) mit Spaltgasendtemperaturen von 810–855 °C und Verweilzeiten <0,5 s sowie Ultrakurzzeit-Cracköfen unter den Bedingungen des ultrascharfen Cracking mit Spaltgasendtemperaturen von 855–885 °C und Verweilzeiten von 0,2–0,3 s zum Einsatz. Im Allgemeinen besitzen Steamcracker einen sehr hohen Energiebedarf. Eine Spaltanlage mit einer Kapazität von 500.000 t/a Ethylen hat einen Heizgasbedarf von 45 t/h und eine Gesamtwärmeleistung von 500 MW, wobei etwa 40 MW auf den Spaltgaskompressor, 20 MW auf die C2-Tieftemperaturzerlegung und 10 MW für die C3-Tieftemperaturzerlegung entfallen.
Die Spaltöfen können mit ein oder zwei Brennkammern ausgestattet werden, deren Höhe bis zu 15 m und deren Durchmesser zwischen 2 und 3 m betragen kann. In den Brennkammern befinden sich die vertikal aufgehängten Rohrschlangen (Crackrohre). In Öfen mit langer Verweilzeit sind diese typischerweise 60–100 m lang und haben einen Innendurchmesser von etwa 100 mm. In Kurzzeitöfen haben die Rohrschlangen nur eine Länge von 10–16 m. In der Strahlungszone der Brennkammern werden durch die Befeuerung mit Gas Temperaturen von 1000 bis 1200 °C erreicht. Mit dem Trend zu immer größeren Ofenkapazitäten werden zwei Brennkammern mit einer Konvektionszone verbunden. Neue Ofenentwicklungen zielen auf kurze Verweilzeiten, hohe Temperaturen und niedrige Partialdrücke ab. Verschiedene Ausführungsformen wurden unter anderem von Technip-Coflexip, Lummus ABB, Linde, M. W. Kellogg und Stone & Webster entwickelt.
Quenchkühler

Schematische Darstellung eines Spaltgas-Quenchkühlers der Firma Borsig GmbH

Zu den zentralen und wichtigsten Bauteilen eines Steamcrackers zählt neben den eigentlichen Öfen auch der Spaltgas-Quenchkühler, der die ca. 750–875 °C heißen Spaltgase innerhalb eines Bruchteils einer Sekunde so herunterkühlen muss, dass nachgelagerte Zersetzungs- oder Nebenreaktionen vermieden werden. Die adiabatische Zone zwischen dem Auslass der Spaltrohre und dem Quenchkühler muss dabei so ausgelegt werden, dass die Verweilzeit der Spaltgase maximal 10 % der Verweilzeit in der Strahlungszone des Ofens beträgt. Am weitesten verbreitet ist die indirekte Kühlung der Spaltgase in Rohrbündelwärmetauschern, die im Speziellen als sogenannte transfer line exchanger (TLE) ausgelegt sind. Die Spaltgase werden mit Wasser gekühlt, wobei die Wärmerückgewinnung dabei auf derart hohen Temperaturen erfolgt, dass Hochdruckdampf entsteht, der im energetischen Anlagenverbund weiter genutzt werden kann.
Für einen Quenchkühler eines modernen Steamcracker-Ofens sollen unter anderem folgende Anforderungen erfüllt sein:
- gleichmäßiger Fluss der Spaltgase zu allen Rohren
- maximale Wärmerückgewinnung (Hochdruckdampf, 60–120 bar)
- niedriger Druckabfall über den gesamten Wärmetauscher
- lange Standzeit (Verkürzung von Anlagenstillständen)

Eine der weltweit bekanntesten Spezialfirmen für Quenchkühler ist die Firma Borsig GmbH aus Berlin. Neuere Weiterentwicklungen stellen die sogenannten Tunnelflussaustauscher oder lineare Quenchkühler (bis zu 20 m Länge) dar. Problematisch bei allen Ausführungsformen ist das Auftreten von Verkokungen und Fouling am Auslass des Kühlers.

### Gascracken
In Ländern mit reichen Erdgasvorkommen wie z. B. im Mittleren Osten und den USA hat die Spaltung von gasförmigen Kohlenwasserstoffen wie Ethan, Propan und Butan gegenüber von Naphtha als Spalteinsatz eine übergeordnete Bedeutung. Vor allem in Nordamerika stehen reichlich Ethan und Butan aus nassen Erdgasen (Schiefergas) und Raffinerien zur Verfügung. Nachteilig bei den gasförmigen Einsatzstoffen ist, dass keine oder nur sehr wenige Aromaten anfallen. Als Hauptprodukt wird meistens Ethen erzeugt, wobei die Steamcracker daher als „Ethylengeneratoren“ oder „Ethan-Cracker“ bezeichnet werden. Alternativ kann Ethan und Propan, welches als Nebenprodukt bei konventionellen Naphtha-Spaltöfen anfällt, nach Abtrennung als Recyclegas in Gascrackern eingesetzt werden.
Bevor die eigentliche Spaltung in den Öfen erfolgen kann, werden die höheren Kohlenwasserstoffe (Ethan, Propan, Butan usw.) aus den Erdgasen von Methan und inerten Verbindungen (CO2, H2S, N2 etc.) abgetrennt. Das verflüssigte Erdgas wird bevorzugt durch fraktionierte Verdampfung getrennt und ein Gemisch aus Ethan und Propan direkt dem Cracker zugeführt. Liegt das Erdgas gasförmig vor, so kommen thermische Trennverfahren wie Absorption, Adsorption oder fraktionierende Kondensation zum Einsatz.
Die Spaltung der gasförmigen Kohlenwasserstoffe erfolgt ähnlich wie beim Naphtha-Cracken in von außen beheizten Rohrreaktoren unter Zusatz von Wasserdampf. Während beim Naphtha-Cracken 0,4–0,5 kg Wasserdampf pro Kilogramm Naphtha zugesetzt werden, sind bei Gascrackern aufgrund des höheren Wasserstoffgehaltes der Einsatzstoffe nur etwa 0,3 kg Wasserdampf pro Kilogramm Einsatz erforderlich. Die Einbringung des Prozessdampfes erfolgt heute verstärkt durch Durchleiten von vorgewärmtem Einsatzgas durch aufbereitetes Prozesswasser, wobei in gewissem Maße der reinigende Effekt des Wassers ausgenutzt werden kann.
In kommerziellen Gascrackern werden typische Umsatzgrade von 60–70 % erreicht. Die höchsten Ausbeuten werden bei der Ethanspaltung erhalten und können nach einem einfachen Durchgang etwa 50 % und nach Rückführung bis zu 80 % betragen. In Ethan-Crackern liegt die Spalttemperatur zwischen 840 und 860 °C bei Verweilzeiten von 0,4–0,5 s und darüber. Kürzere Verweilzeiten und höhere Temperaturen würden zur verstärkten Koksbildung und damit zu geringeren Betriebszeiten (4–6 Wochen) der Spaltöfen führen. Die Ausführungsform der Spaltöfen entspricht im Wesentlichen den beim Naphtha-Cracken. Als Hauptprodukt wird beim Gascracken Ethen erhalten. Der geringe Anfall an Nebenprodukten führt zu deutlich einfacheren Aufarbeitungsschritten als bei Naphtha-Crackern. In gleicher Weise lassen sich Propan und Butan spalten. Der Umsatz bei Propan liegt typischerweise bei 90–93 % und bei Butan bei ca. 94–96 %. Die Ethenausbeuten (37–39 % beim Einsatz von Propan und 35–38 % unter Verwendung von Butan) liegen deutlich niedriger als in den Ethancrackern. Beim Übergang von Ethan zu Butan als Einsatzstoff nimmt die Bildung von Propen, Butadien und Pyrolysebenzin stark zu, wobei die Wasserstoffanteile stark abnehmen.

## Aufarbeitung der Spaltgase
Wie bereits in den vorherigen Abschnitten erklärt, hängt die Zusammensetzung der Spaltgase stark vom Einsatzstoff ab. Das insbesondere in Europa und Japan zum Einsatz kommende Naphtha liefert im Allgemeinen ein breites Produktspektrum, welches neben den Haupt- bzw. Zielprodukten Ethen und Propen noch Wasserstoff, Methan, den C4-Schnitt sowie Pyrolysebenzin und Pyrolyseöl enthält. Aus diesem Grund müssen die im Steamcracker anfallenden Crackgase einer mehrstufigen, sehr aufwendigen Aufarbeitung unterworfen werden.
Die einzelnen Verfahrensschritte zur Aufarbeitung der Spaltgase können wie folgt formuliert werden:
- Abkühlung (Quenchen) der Spaltgase mit nachfolgender Öl- bzw. Wasserwäsche
- Spaltgasverdichtung mit Sauergaswäsche und Gastrocknung
- Vorkühlung und Tiefkühlung
- Rektifikation bei tiefen Temperaturen und erhöhten Drücken

Nachdem die Spaltgase im Quenchkühler indirekt mit Wasser und im Ölquencher durch Einspritzen von Öl soweit abgekühlt wurden, dass keine Folgereaktionen mehr auftreten und vom Quenchöl sowie Pyrolysebenzin abgetrennt wurden (vgl. Abschnitt Spaltung in Röhrenöfen), werden die Crackgase in einer Quenchwasserkolonne, die als Füllkörperkolonne ausgelegt ist, durch Prozesswasser weiter auf ca. 40 °C abgekühlt, um eine möglichst tiefe Eintrittstemperatur in den Rohgasverdichter zu erreichen. Das anfallende Waschwasserkondensat wird in einem Phasenabscheider in Prozesswasser und Kohlenwasserstoffe getrennt. Letztere werden in einer Strippkolonne von C4-Kohlenwasserstoffen befreit und zusammen mit dem Pyrolysebenzin aus Kolonne D zu den BTX-Aromaten verarbeitet. Die Abwärme des umlaufenden Waschwassers wird in anderen Anlagenteilen wiederverwendet.
Bei der späteren Auftrennung der Kohlenwasserstoffe durch Tieftemperaturrektifikation ist zur Einstellung eines ausgeglichenen Kältehaushaltes und zur Gewinnung einer Fraktion mit möglichst hohem Wasserstoffanteil ein erhöhter Druck erforderlich. Da der Spaltprozess in den Öfen bei 0,5–1,0 bar (Umgebungsdruck) erfolgt, muss der gesamte Spaltgasstrom komprimiert werden. Das Spaltgas wird im sogenannten Spaltgaskompressor in mehreren Stufen von vier bis fünf Radialverdichtern, die mit Dampfturbinen angetrieben werden, auf etwa 3,3–3,7 MPa komprimiert. Durch Einspritzen von Wasser kann die Austrittstemperatur nach jeder Kompressionsstufe auf unter 75 °C gesenkt werden, um die Polymerisation reaktiver Verbindungen im Spaltgas zu verhindern. Zwischen der vierten und fünften Kompressionstufe befindet sich in der Regel die zweistufige Sauergaswäsche, bei der das Spaltgas von Schwefelverbindungen (H2S, Mercaptane) und CO2 durch Auswaschen mit z. B. Ethanolaminen bis auf etwa 3 ppm befreit wird. Das Spaltgas wird anschließend in einer Adsorptionskolonne mit Hilfe von Molekularsieben bis auf einen Wassergehalt von weniger als 1 mg·Nm−3 getrocknet, um eine Eisbildung durch Ausfrieren in späteren Anlagenteilen zu verhindern.
In Anschluss wird das trockene, von Schwefelverbindungen und CO2 befreite und komprimierte Spaltgas stufenweise mit kalten Produktströmen auf etwa −40 °C vorgekühlt, wobei ein Teil der Bestandteile bereits auskondensiert. Das gasförmige Spaltgas wird zusammen mit dem Kondensat an verschiedenen Stellen in die C2/C3-Kolonne (Deethanisierkolonne) eingespeist. Als Kopfprodukt werden die C2-Kohlenwasserstoffe Ethan, Ethen und Ethin (Acetylen) sowie Methan und Wasserstoff abgenommen. Das Sumpfprodukt besteht aus dem C3+-Schnitt. Die Deethanisierkolonne besitzt eine Schlüsselstellung, denn sie trennt den Zerlegungsteil des Steamcrackers in einen kalten Teil (Kopfprodukt) und in einen warmen Teil (Sumpfprodukt). Das Kopfprodukt der C2/C3-Kolonne wird zur Entfernung des Acetylens an hoch selektiven Palladiumkontakten katalytisch zu Ethen hydriert. Anschließend wird das Gasgemisch durch Tiefkühlung soweit abgekühlt, bis Ethan und Ethen sowie das meiste Methan auskondensieren. Das verbleibende Gas besteht dann zu mehr als 85 Vol-% aus Wasserstoff. Der Produktstrom wird in die Demethanisierungskolonne geleitet, in der Methan als Kopfprodukt abgezogen wird. Das Sumpfprodukt wird über Wärmepumpen in eine Rektifikationskolonne geleitet, in der Ethen in einer Reinheit von mehr als 99,9 Vol.-% als Kopfprodukt und Ethan als Sumpfprodukt erhalten wird. Letzteres wird nach Wärmetausch wieder in den Spaltofen zurückgeführt (Ethan-Recycle). Für die Ethan-Ethen-Trennung sind etwa 80–100 praktische Böden bei entsprechend hoher Kolonnenhöhe nötig. Das Sumpfprodukt der C2/C3-Kolonne (C3+-Schnitt) wird in die C3/C4-Kolonne (Depropanisierkolonne) geleitet, bei der als Kopfprodukt die C3-Verbindungen Propan, Propen, Methylacetylen und Propadien anfallen. Durch selektive katalytische Hydrierung der Methylacetylene und Propadien an Palladiumkontakten im Festbett zu Propan und Propen kann deren Restgehalt auf 5–10 ppm reduziert werden. Als Sumpfprodukt wird ein C4+-Schnitt erhalten. In der nachgeschalteten Propan-Propen-Trennung wird das hydrierte Kopfprodukt der Depropanisierkolonne, welches jetzt zum größten Teil aus Propan und Propen besteht, in Propan als Sumpfprodukt und Propen als Kopfprodukt getrennt. Wegen der im Vergleich zur Ethan-Ethen-Trennung noch näher beieinanderliegenden Siedepunkte von Propan und Propen gestaltet sich diese Auftrennung noch schwieriger. In der Praxis kommen 70–90 m hohe Kolonnen mit 150–200 praktischen Böden zum Einsatz. Das Sumpfprodukt der C3/C4-Kolonne gelangt in die C4/C5-Spaltung (Debutanisierkolonne), in der als Kopfprodukt der C4-Schnitt erhalten wird. Als Sumpfprodukt fällt eine C5+-Fraktion an, die vereinigt mit dem Pyrolyseöl eine wertvolle Quelle für Isopentene, Isopren, Cyclopentadien und vor allem für BTX-Aromaten darstellt.
Der C4-Schnitt, welcher als Kopfprodukt in der Debutanisierkolonne anfällt, wird anschließend weiter aufgearbeitet. In der ersten Stufe wird 1,3-Butadien, welches etwa 50 % des C4-Schnitts ausmacht, durch Extraktivrektifikation abgetrennt. Das verbleibende Gasgemisch enthält Isobuten, die n-Butene, n-Butan sowie Isobutan und wird häufig als Raffinat I bezeichnet. Durch Abtrennung von Isobuten durch chemische Reaktion (Überführung in tert-Butanol oder MTBE) oder physikalische Verfahren (Adsorption) wird Isobuten-freies Raffinat II erhalten, das durch weitere Auftrennung in die Bestandteile Isobutan, n-Butene und n-Butan zerlegt wird.

## Ausgewählte Crackerkapazitäten
Im Folgenden findet sich eine Auswahl bestehender Steamcracker und deren Produktionskapazitäten. In Europa werden hauptsächlich Naphtha-Cracker betrieben.
| Produzent                  | Standort                             | Kapazität (Tonnen Ethylen / Jahr) |
| -------------------------- | ------------------------------------ | --------------------------------- |
| OMV Österreich             | Schwechat, Österreich                | 500.000                           |
| Total Antwerp Olefins      | Antwerpen, Belgien                   | 550.000                           |
| Total Antwerp Olefins      | Antwerpen, Belgien                   | 610.000                           |
| BASF Antwerpen NV          | Antwerpen, Belgien                   | 1.080.000                         |
| Sabic Europe               | Geleen, Niederlande                  | 675.000                           |
| Sabic Europe               | Geleen, Niederlande                  | 650.000                           |
| Shell Nederland Chemie BV  | Moerdijk, Niederlande                | 910.000                           |
| Dow Benelux BV             | Terneuzen, Niederlande               | 565.000                           |
| Dow Benelux BV             | Terneuzen, Niederlande               | 580.000                           |
| Dow Benelux BV             | Terneuzen, Niederlande               | 680.000                           |
| Orlen Unipetrol            | Litvínov, Tschechien                 | 544.000                           |
| Borealis Polymers          | Porvoo, Finnland                     | 400.000                           |
| Basell PolyOléfines France | Aubette (Berre), Frankreich          | 470.000                           |
| Versalis                   | Dunkerque, Frankreich                | 380.000                           |
| A.P. Feyzin                | Feyzin, Frankreich                   | 380.000                           |
| Total                      | Gonfreville, Frankreich              | 525.000                           |
| Naphtachimie               | Lavera, Frankreich                   | 740.000                           |
| ExxonMobil                 | Notre-Dame-de-Gravenchon, Frankreich | 425.000                           |
| Dow                        | Böhlen, Deutschland                  | 565.000                           |
| OMV                        | Burghausen, Deutschland              | 450.000                           |
| BP                         | Gelsenkirchen, Deutschland           | 550.000                           |
| BP                         | Gelsenkirchen, Deutschland           | 523.000                           |
| Klesch                     | Heide, Deutschland                   | 110.000                           |
| INEOS Olefins              | Köln-Worringen, Deutschland          | 660.000                           |
| INEOS Olefins              | Köln-Worringen, Deutschland          | 450.000                           |
| BASF SE                    | Ludwigshafen, Deutschland            | 220.000                           |
| BASF SE                    | Ludwigshafen, Deutschland            | 400.000                           |
| LyondellBasell             | Münchsmünster, Deutschland           | 400.000                           |
| LyondellBasell             | Wesseling, Deutschland               | 305.000                           |
| LyondellBasell             | Wesseling, Deutschland               | 735.000                           |
| Shell                      | Wesseling, Deutschland               | 310.000                           |
| MOL                        | Tiszaújváros, Ungarn                 | 370.000                           |
| MOL                        | Tiszaújváros, Ungarn                 | 290.000                           |
| Versalis                   | Brindisi, Italien                    | 440.000                           |
| Versalis                   | Porto Marghera, Italien              | 490.000                           |
| Versalis                   | Priolo, Italien                      | 530.000                           |
| INEOS                      | Rafnes, Norwegen                     | 650.000                           |
| PKN Orlen                  | Plock, Polen                         | 700.000                           |
| Repsol                     | Sines, Portugal                      | 410.000                           |
| Petkim                     | Aliaga, Türkei                       | 588.000                           |
| MOL                        | Bratislava, Slowakei                 | 220.000                           |
| Repsol                     | Puertollano, Spanien                 | 102.000                           |
| Repsol                     | Tarragona, Spanien                   | 702.000                           |
| Dow                        | Tarragona, Spanien                   | 675.000                           |
| Borealis                   | Stenungsund, Schweden                | 640.000                           |
| INEOS                      | Grangemouth, Großbritannien          | 700.000                           |
| ExxonMobil / Shell         | Grangemouth, Großbritannien          | 700.000                           |
| INEOS                      | Mossmorran (Fife), Großbritannien    | 770.000                           |
| Sabic                      | Wilton, Großbritannien               | 786.000                           |

- Der größte Ethan-Steamcracker der Welt wird von Dow in Freeport (Texas, Vereinigte Staaten) betrieben. Er wurde 2017 mit einer Kapazität von 1.500.000 Tonnen Ethen pro Jahr in Betrieb genommen.[2] Im Jahr 2020 wurde der unter dem Namen Dow TX-9 geführte Ethan-Steamcracker um zwei weitere Spaltöfen erweitert, wodurch sich die Kapazität um ein Drittel auf 2.000.000 Tonnen Ethen pro Jahr erhöhte.[3][4] Damit ist der Cracker nach aktuellem Stand der größte Ethan-Cracker der Welt.

- Gulf Coast Growth Ventures (GCGV), ein Gemeinschaftsunternehmen von ExxonMobil und Sabic, hat im Frühjahr 2022 einen 1.800.000 jato Ethan-Steamcracker in Gregory (Texas, Vereinigte Staaten) in Betrieb genommen.[5]

- Chevron Phillips Chemical und Qatar Energy planen den Bau eines integrierten Polymerkomplexes in Ras Laffan in Katar, der neben zwei Polyethylen-Linien einen 2.080.000 jato Ethan-Cracker enthalten soll. Der Start des Komplexes ist für 2026 vorgesehen.[6] Golden Triangle Polymers Company, ein neu gegründetes Joint Venture von Chevron Phillips Chemical (51 %) und QatarEnergy (49 %) errichten ebenfalls einen 2.080.000 jato Ethan-Cracker in Orange (Texas, Vereinigte Staaten).[7][8]